# Calamocha
Calamocha è un comune spagnolo della provincia di Teruel, nella comunità autonoma dell'Aragona. È il capoluogo amministrativo della Comarca di Jiloca. Situato nella valle del fiume Jiloca, che divide il Sistema Iberico nei suoi due rami. Il suo motore economico attualmente sono le industrie agroalimentari, come i numerosi "seccatori" nei quali si produce il rinomato Jamón de Teruel. La località si trova nel corridoio stradale e ferroviario che unisce Saragozza con Valencia, ovvero la Cantabria con il Mediterraneo.
Nella località è presente una numerosa comunità romena.
| Evoluzione demografica del comune tra il 1991 e il 2010 | Evoluzione demografica del comune tra il 1991 e il 2010 | Evoluzione demografica del comune tra il 1991 e il 2010 | Evoluzione demografica del comune tra il 1991 e il 2010 | Evoluzione demografica del comune tra il 1991 e il 2010 |
| ------------------------------------------------------- | ------------------------------------------------------- | ------------------------------------------------------- | ------------------------------------------------------- | ------------------------------------------------------- |
| 1991                                                    | 1996                                                    | 2001                                                    | 2005                                                    | 2010                                                    |
| 4276                                                    | 4019                                                    | 4040                                                    | 4389                                                    | 4649                                                    |

Il comune di Calamocha comprende le località di: Collados, Cuencabuena, Cutanda, Lechago, Luco de Jiloca, Navarrete del Río, Nueros, Olalla, El Poyo del Cid, Valverde e Villarejo de Olmos.
Dista 70 km dal capoluogo di provincia Teruel.

## Galleria d'immagini

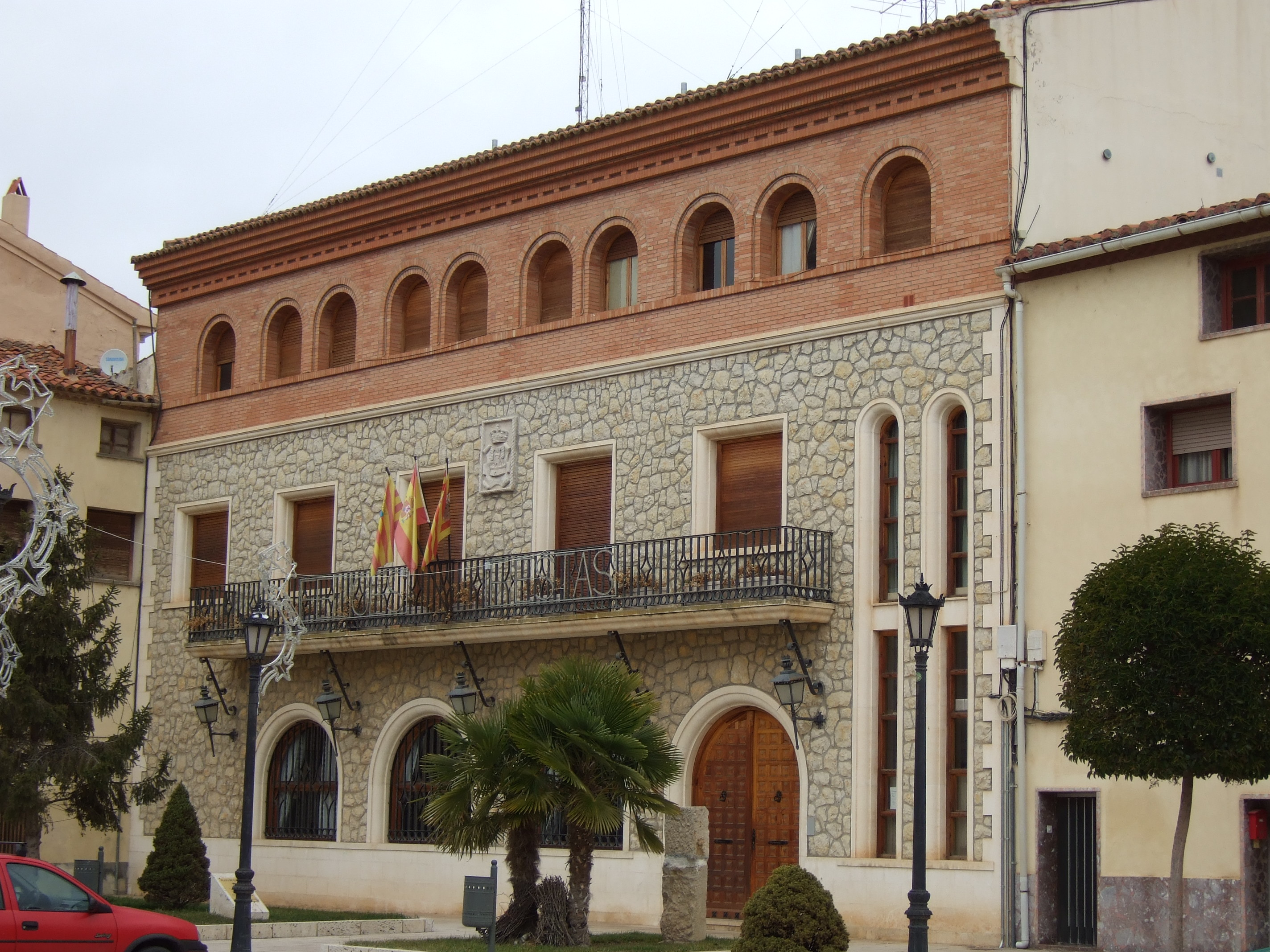
Municipio (Ayuntamiento).
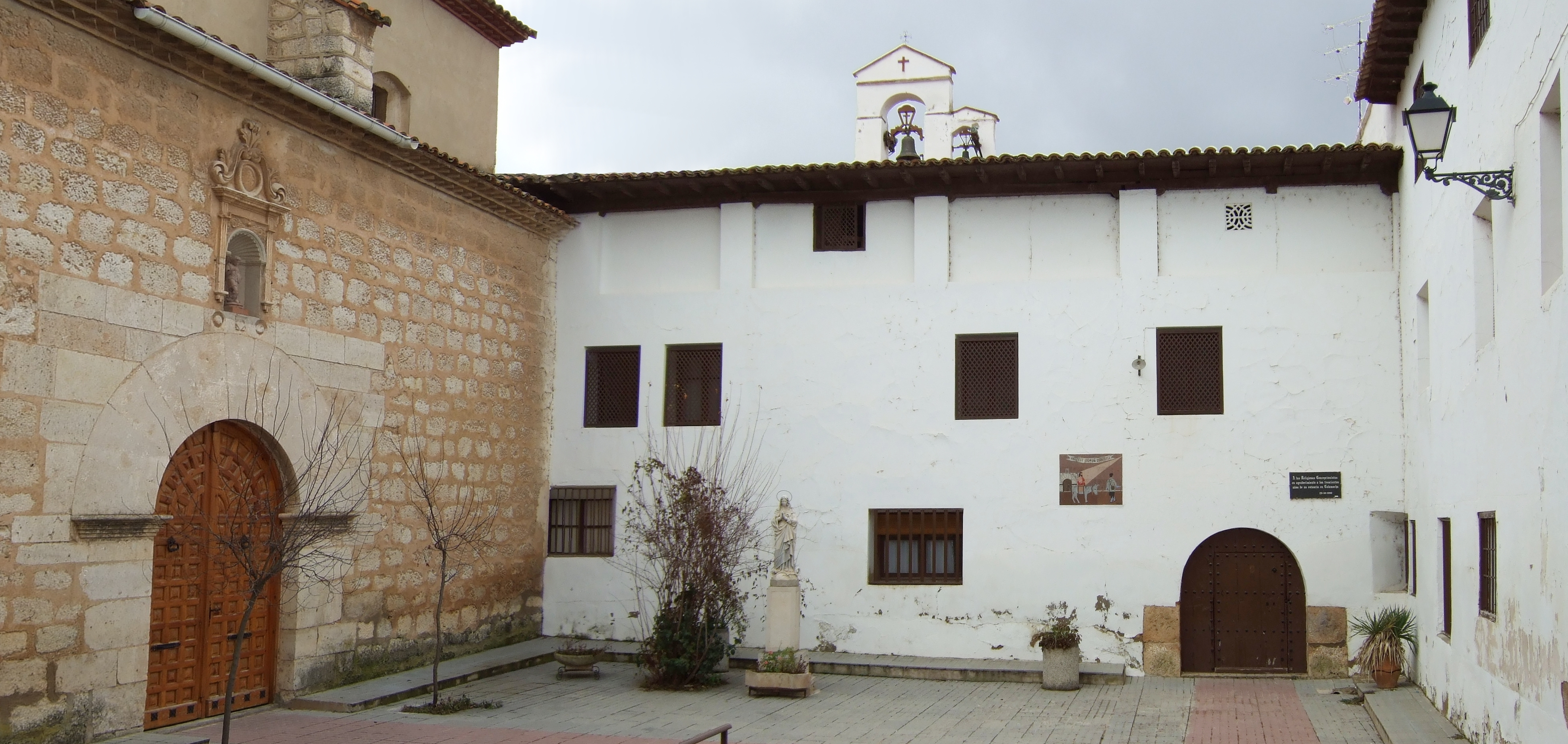
Convento di Calamocha.
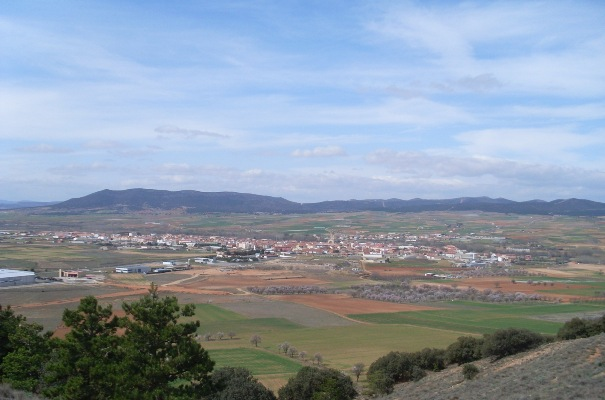
Panorama di Calamocha al centro della valle del Jiloca.
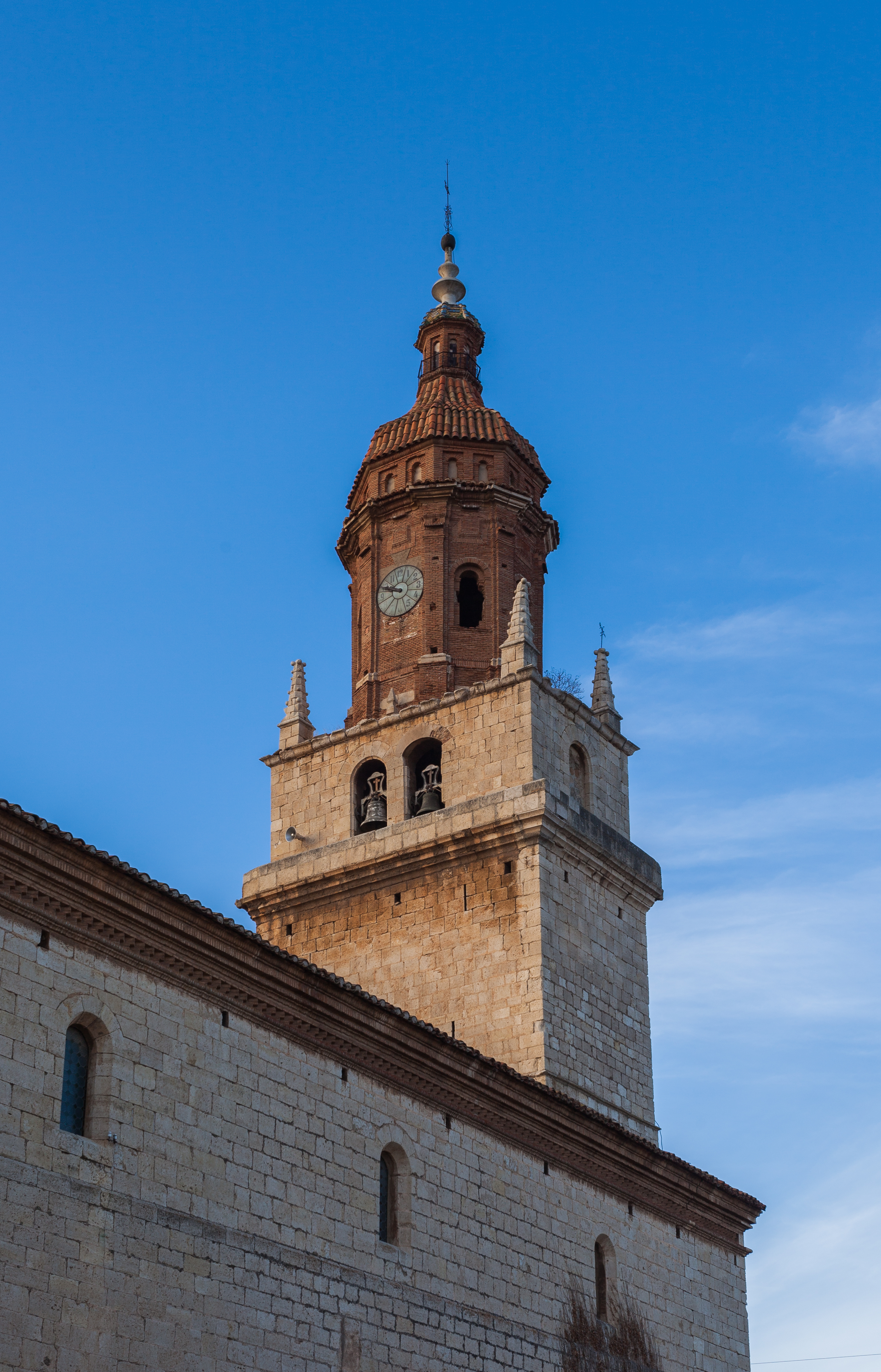
Santa Maria.
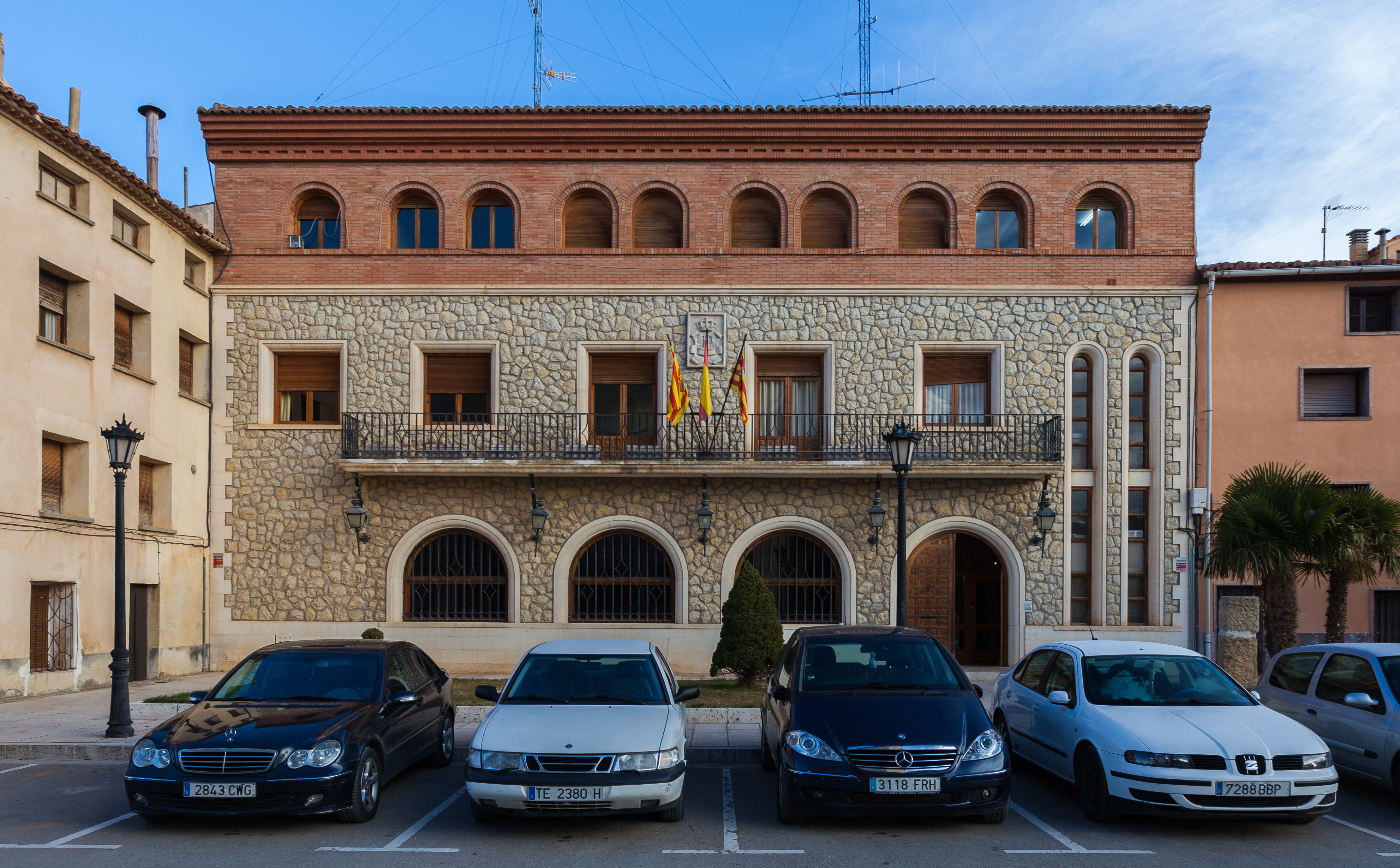
Municipio.